# Железопътна линия Крумово – Асеновград
Железопътната линия Крумово – Асеновград е единична, електрифицирана железопътна линия с нормално междурелсие (1435 mm), намираща се в южна България, област Пловдив.

## История
През 1920 г. по предложение на министъра на железниците, пощите и телеграфите Народното събрание приема „Закон за местни и индустриални железници“, съставен по френски образец. За първи път той прави отклонение от установената със закона от 1885 г. държавна собственост на железниците в България. Заинтересованите окръзи и общини могат да строят местни железници под надзора и съдействието на държавата, експлоатирани от Главната дирекция на железниците.
Проучванията за строежа на тази линия са направени през 1911 г. като част от линията Пловдив – Крумово – Асеновград – Хвойна – Чепеларе – Пашмаклъ. След 10 години Асеновградската община предлага на правителството тя да извърши долното строене с трудова повинност, да достави траверсите и да внесе 1 млн. лв. По-късно общината поисква разрешение да построи линията изцяло със свои средства като местна железница съгласно новия „Закон за местните и индустриални железници“. Това предложение е одобрено от Народното събрание през 1922 г. През 1924 г. Асеновградската община сключва с Българска народна банка заем за 7 млн. лв., а през 1925 г. – още за 2 млн. лв. Линията е завършена и открита за експлоатация на 1 ноември 1928 г. Тя струва на Асеновградската община около 9 170 000 лв. без дадените от държавата релси и 6000 броя траверси. Многото задължения, заемите за построяване на линията и слабите постъпления от нейната експлоатация през първите години принуждават общината да поиска правителството да откупи линията. Назначена е държавна комисия, която установява, че действителните разходи, направени от общината за строеж на линията, са в размер на 8 182 235 лв. На тази цена през април 1931 г. държавата откупува единствената железопътна линия, построена и експлоатирана като местна. Законът за местните линии по-нататък остава неприложим.
Линията Крумово – Асеновград е дълга 10,038 km, построена е с минимален радиус на кривите 300 m и максимален наклон 12,6 ‰. Положени са релси тип „Виталис“, които от 1956 до 1965 г. са подменени с релси тип „ГЕО-41“.

## В наши дни
Влаковете по линията се обслужват основно от мотрисни влакове – дизелови серия 18.00, а след електрификацията на участъка в началото на 90-те години на XX век – със серия 32.00. Последните отстъпват мястото си на мотрисите серии 30 и 31 след 2008 г.

## Технически съоръжения

### Гари
| име на гарата | приемно-отправни коловози (ПОК) | приемно-отправни коловози (ПОК) | приемно-отправни коловози (ПОК) | осигурителна инсталация |
| име на гарата | брой ПОК                        | максимална полезна дължина      | минимална полезна дължина       | осигурителна инсталация |
| ------------- | ------------------------------- | ------------------------------- | ------------------------------- | ----------------------- |
| Крумово       | 4                               | 863                             | 268                             | МРЦ                     |
| Асеновград    | 2                               | 322                             | 284                             | РУКЗ                    |

### Съоръжения
| Вид    | намира се на km | обща дължина, m | изграден от           | препятствие                 |
| ------ | --------------- | --------------- | --------------------- | --------------------------- |
| прелез | 2+500           | 8,00            | АПУ с полубариери     | път Крумово-Летище Пловдив  |
| прелез | 3+870           | 6,00            | охраняем прелез       | път Куклен-ВВС база Крумово |
| мост   | 5+590           | 18,00           | стомана               | канал                       |
| прелез | 6+107           | 6,00            | прелезна сигнализация | индустриален път            |
| прелез | 8+830           | 18,00           | охраняем прелез       | градска улица               |